# Dakar 4x4
Pour les articles homonymes, voir Dakar (homonymie).
Dakar 4x4 est un jeu vidéo de course développé par et édité par Coktel Vision, sorti en 1987 sur Amstrad CPC et Thomson. Le jeu est sous licence du Rallye Dakar. Un pendant intitulé Dakar Moto est sorti la même année.